# 蒙蒂格爾山
73°43′S 165°28′E / 73.717°S 165.467°E
蒙蒂格爾山，是南極洲的一座山峰，位於維多利亞地的博克格雷溫克海岸，處於錫博爾德角以北19公里，海拔高度2,780米（9,120英尺），在1841年1月由英國探險家詹姆斯·克拉克·羅斯發現。